# Oegoconia bacescui
Oegoconia bacescui is een vlinder uit de familie van de dominomotten (Autostichidae). De wetenschappelijke naam van de soort is voor het eerst geldig gepubliceerd in 1965 door Popescu-Gorj & Capuse.